# Wesełyj Kut (hromada Talne)
Wesełyj Kut (ukr. Веселий Кут) – wieś na Ukrainie, w obwodzie czerkaskim, w rejonie zwinogródzkim, w hromadzie Talne. W 2001 liczyła 655 mieszkańców, spośród których 638 wskazało jako ojczysty język ukraiński, 12 rosyjski, 2 rumuński, 2 ormiański, a 1 inny.